# Замок Гоф

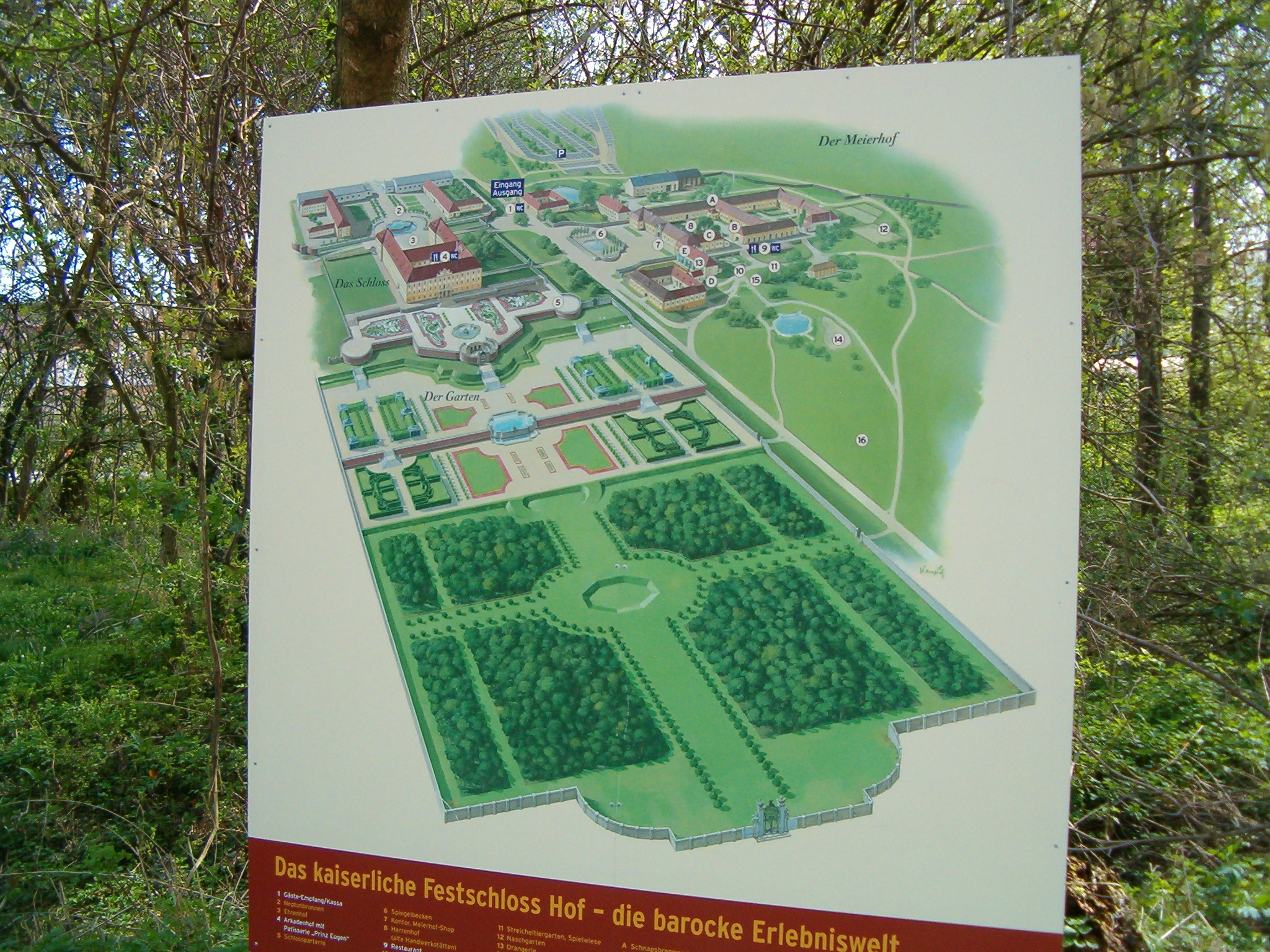
Схема палацово-паркового ансамблю Шлосс Гоф

Замок Гоф (нім. Schloss Hof) — найбільший на теренах сучасної Австрії палацово-парковий комплекс доби бароко. Збережений, активно реставрується у 2009–2012 рр. Стоїть поряд з найкращими комплексами бароко в Західній Європі, де крім нього — Вілла Альдобрандіні, комплекс Казерта (Італія), Во-ле-Віконт, Версаль (Франція), Шеннбрун, Петергоф (палацово-парковий ансамбль), Стрєльна (Росія), Хет Лоо (Голландія), Німфенбург, Вільгельмсхе (Німеччина) тощо.

## Історія виникнення

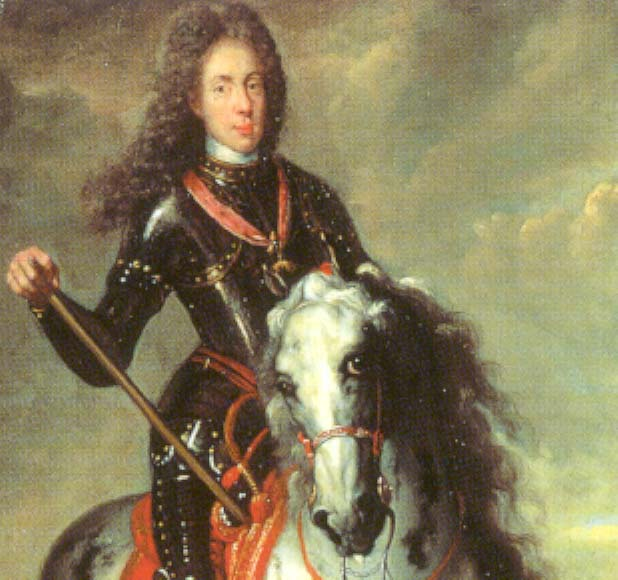
Принц Євген Савойський — замовник палацового комплексу Шлосс Гоф

Місцевість згадується в джерелах за 12 століття, де була невеличка фортеця. Поселення страждало через близькість до річки і повені.
Принц Євген Савойський, що фактично був другим імператором в Австрії, розпочав забудову своїх володінь. Так виник комплекс з двох палаців за фортечними стінами Відня (відомі зараз як Верхній і Нижній Бельведер) і його палац в Відні. У 1725 р. він купує землі в поселенні, де будує замок Гоф. Проєкт створив придворний архітектор Йоган Лукас фон Гілдебрандт.

### Історія комплексу коротко

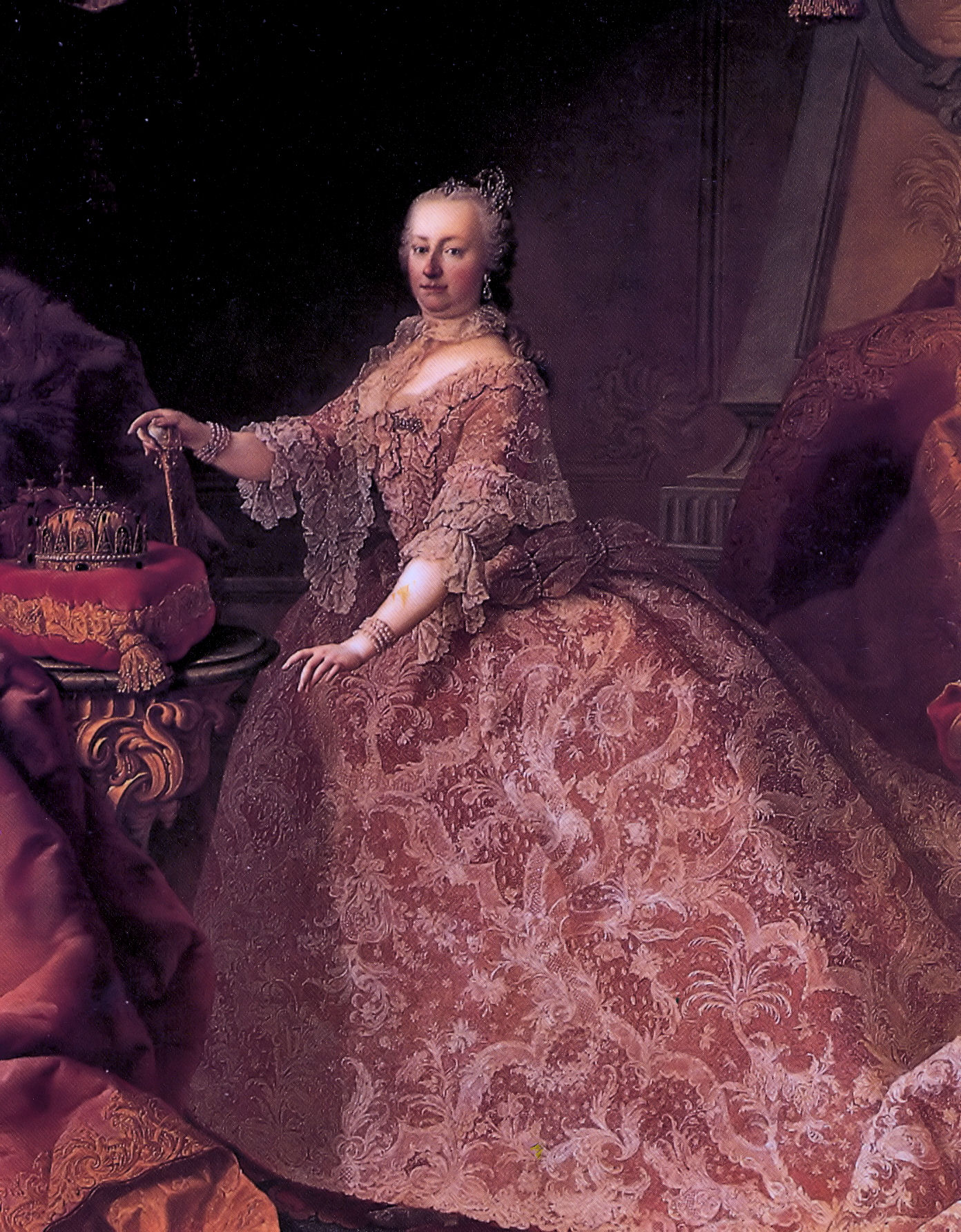
Марія Терезія

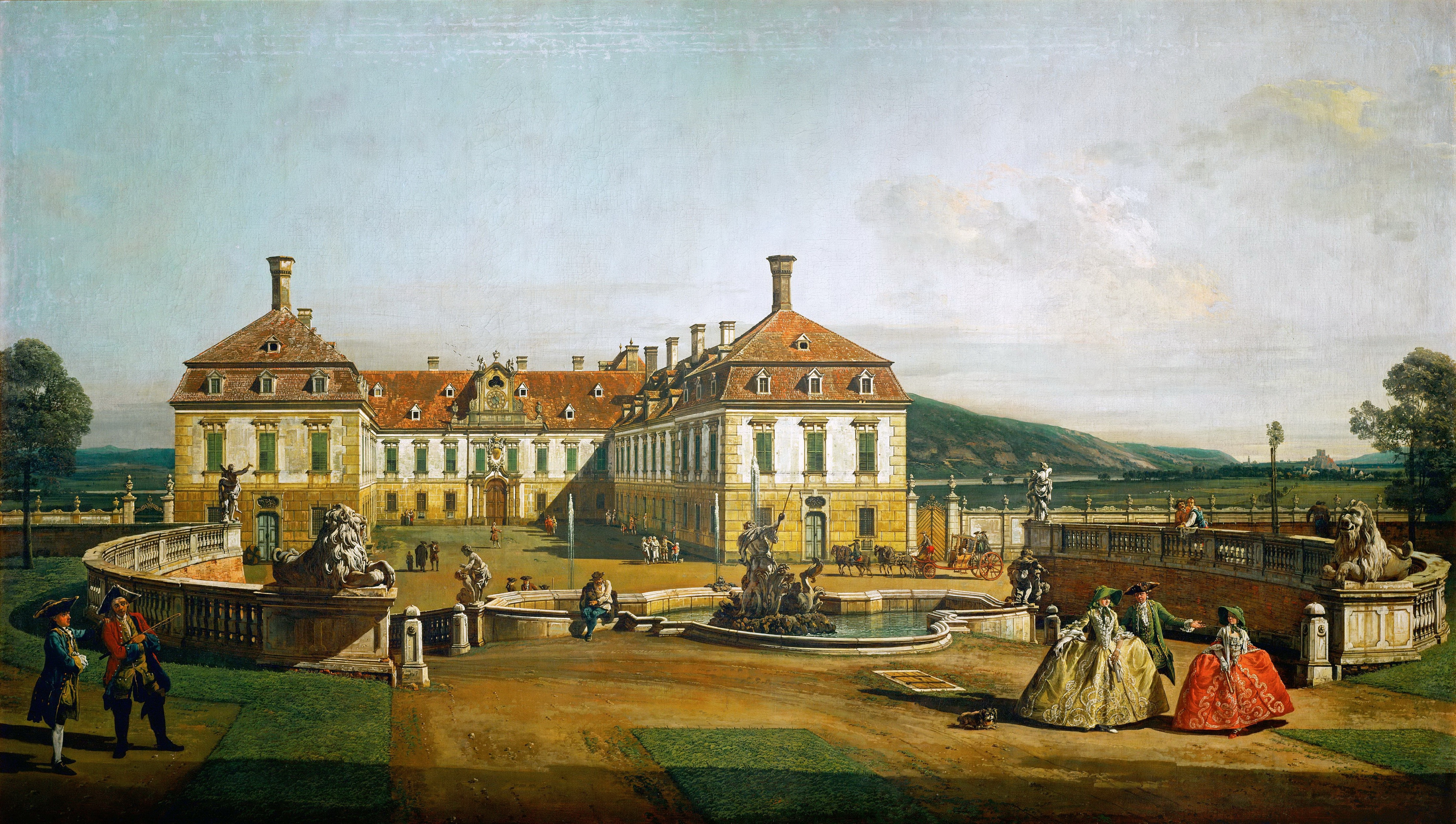
Замок Гоф до перебудов, картина Бернардо Белотто

Принц був володарем тільки 10 років, коли тривало будівництво. Садиба після його смерті у 1736 р. перейшла до племінниці — Анни Вікторії Савойської. У 1755 р. розкішну садибу придбала сама австрійська імператриця Марія-Терезія. За часів її сина, імператора Йосипа ІІ палац надбудували ще одним поверхом і він став чавити своєю величчю і розмірами, чого не було в первісній будівлі. Замок занепадав в XIX ст., втрачав малі архітектурні форми і деталі саду бароко, дах з переломом, фонтани і каскади. Почалися вивози найцінніших речей, картин і меблів в палаци Відня і палацові комори.

### Реставрація
Палац відремонтували лише у 1986 році до проведення Національної виставки в його приміщеннях. Почали повертати речі, що колись належали замку з комор, віденських палаців і навіть іноземних посольств, куди потрапила часина речей.

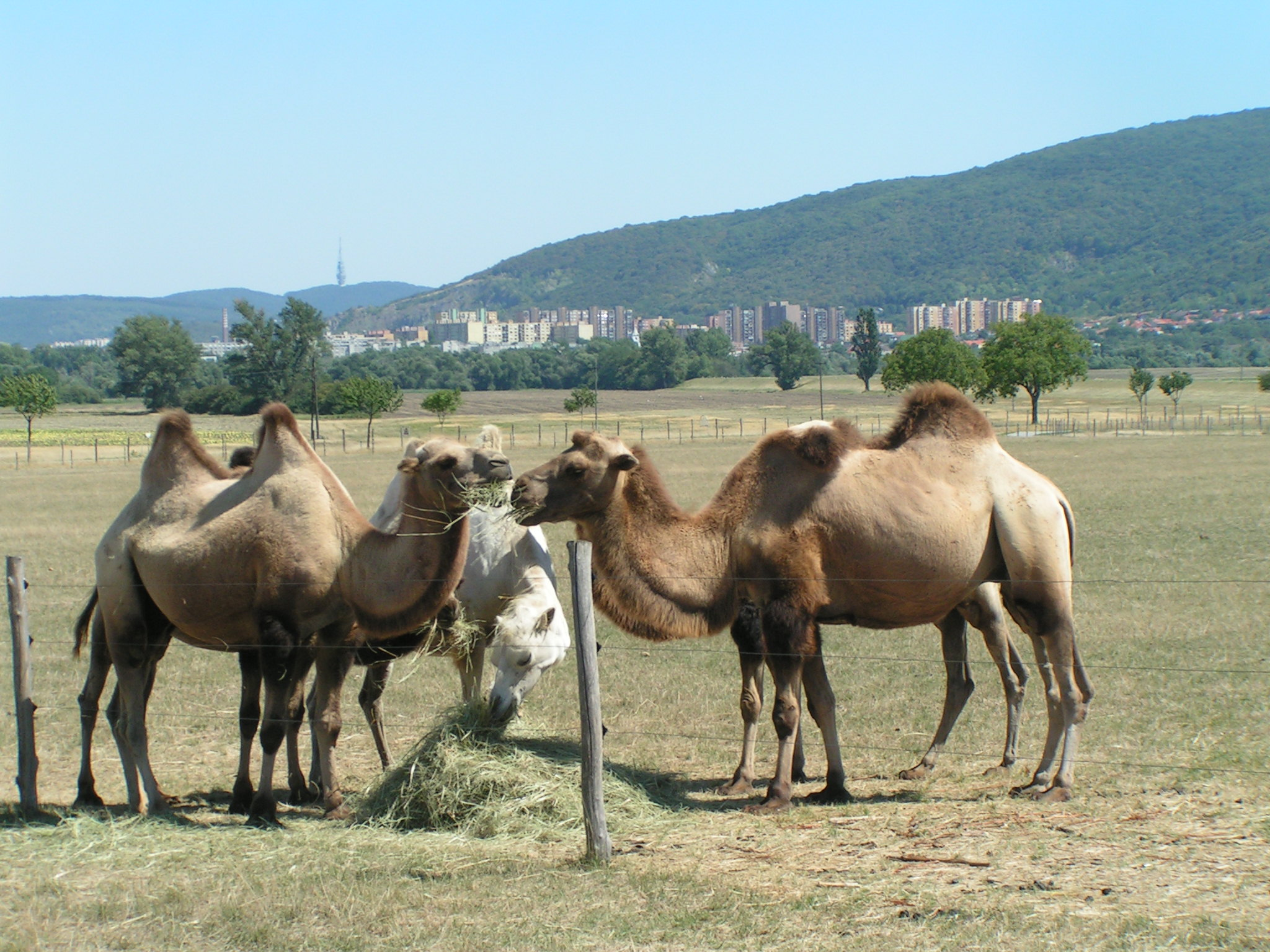
Ферма у замку Гоф, 2007 рік.

Разом з реставрацією замку розпочали ремонт і в припалацових будівлях. Першою була відновлена Оранжерея, відкрита у 2006 р. Найскладнішими були відновлення фонтанів і двох зниклих каскадів, а також саду бароко.
Родзинкою садиби була молочна ферма і невеличкий звіринець. На ферму повернули тварин, серед яких є й верблюди.

### Складові частини комплексу.
Його розпланували на високих терасах над річкою, аби уникати повеней. Розпланування за центральною віссю, симетричне, на семи терасах. Збережені стародавні плани допомогли у відновлені пошкоджених і зниклих скульптур, садових сходинок, фонтанів, каскадів. Сад відновили з використанням старих технологій. Складні барокові візерунки відтворюють як живі рослини, так і використані камінці декількох кольорів.
Вигляд замку Гоф з боку саду викарбували на австрійській монеті у 10 євро.

### Галерея

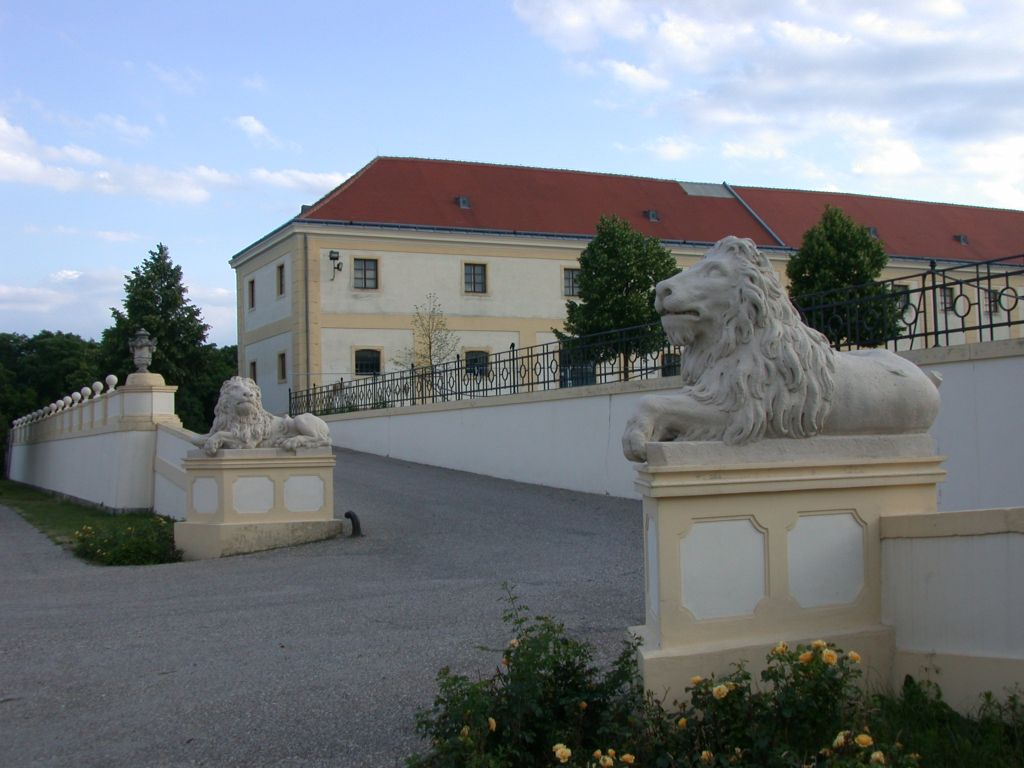
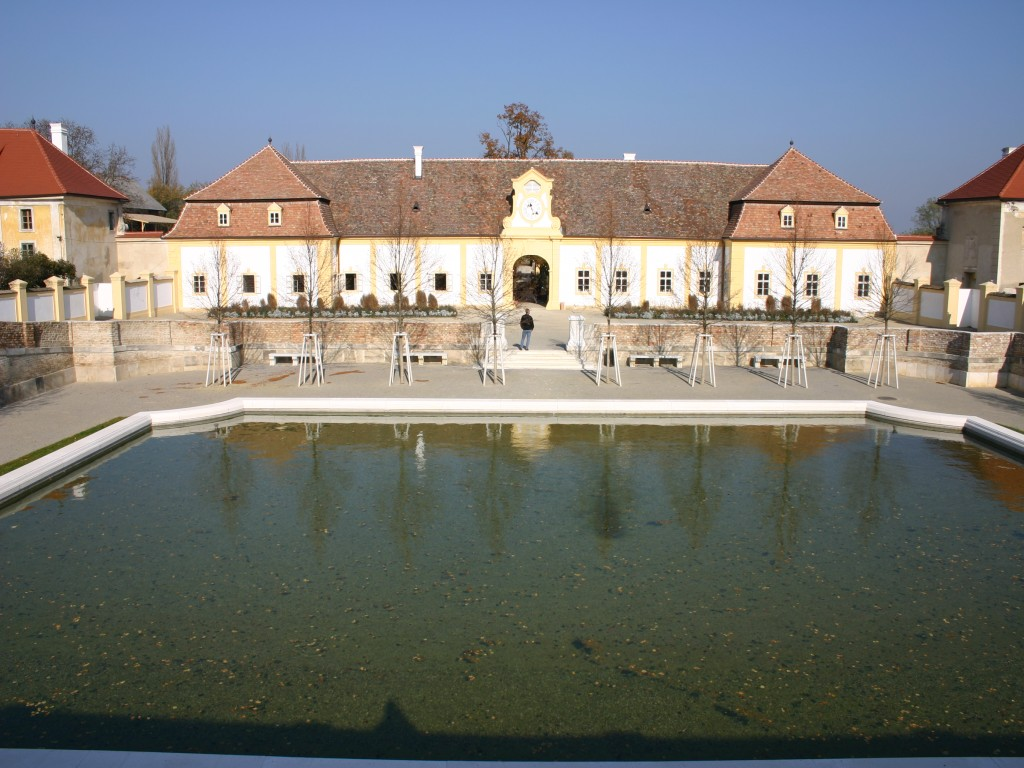
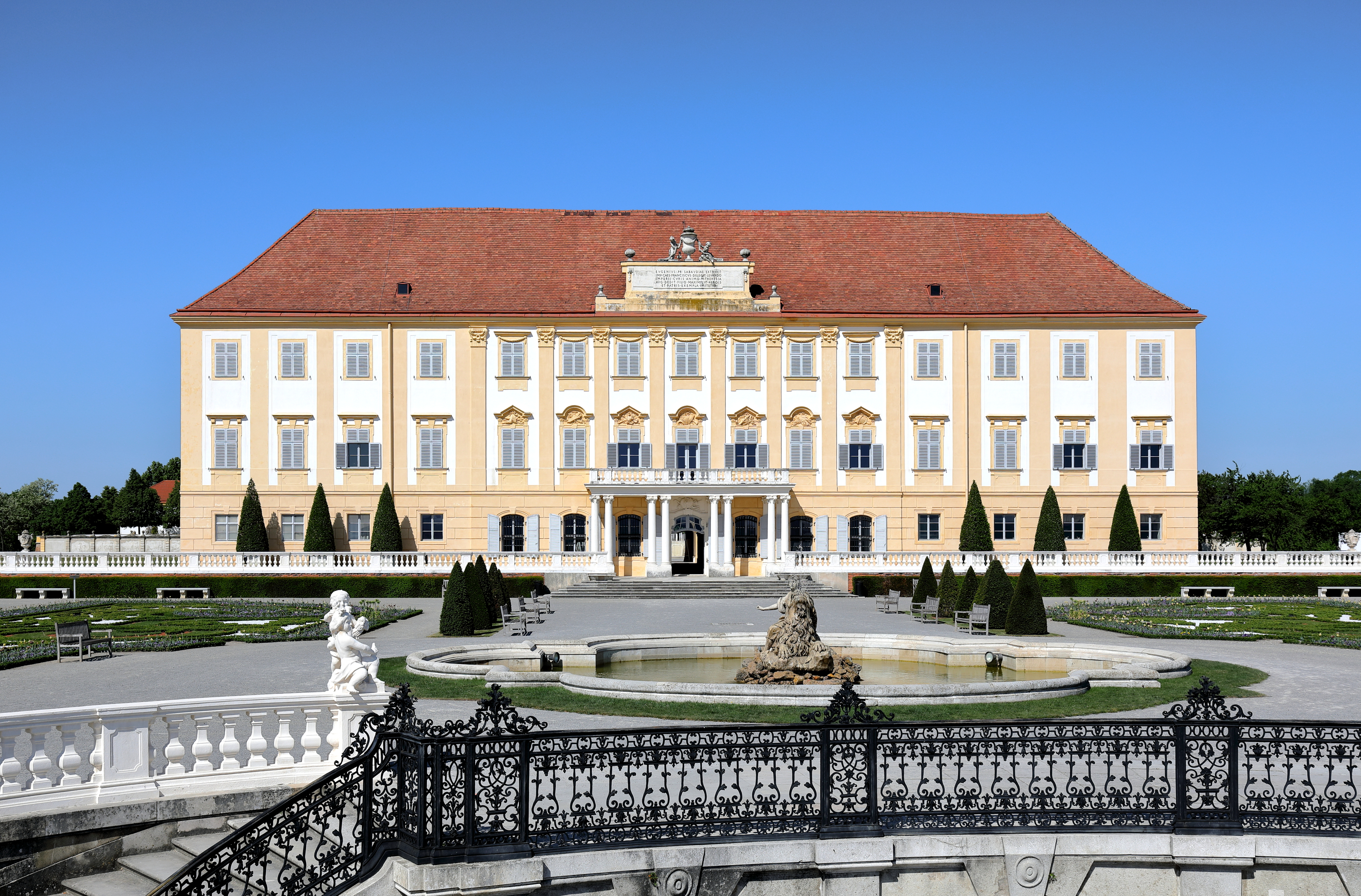
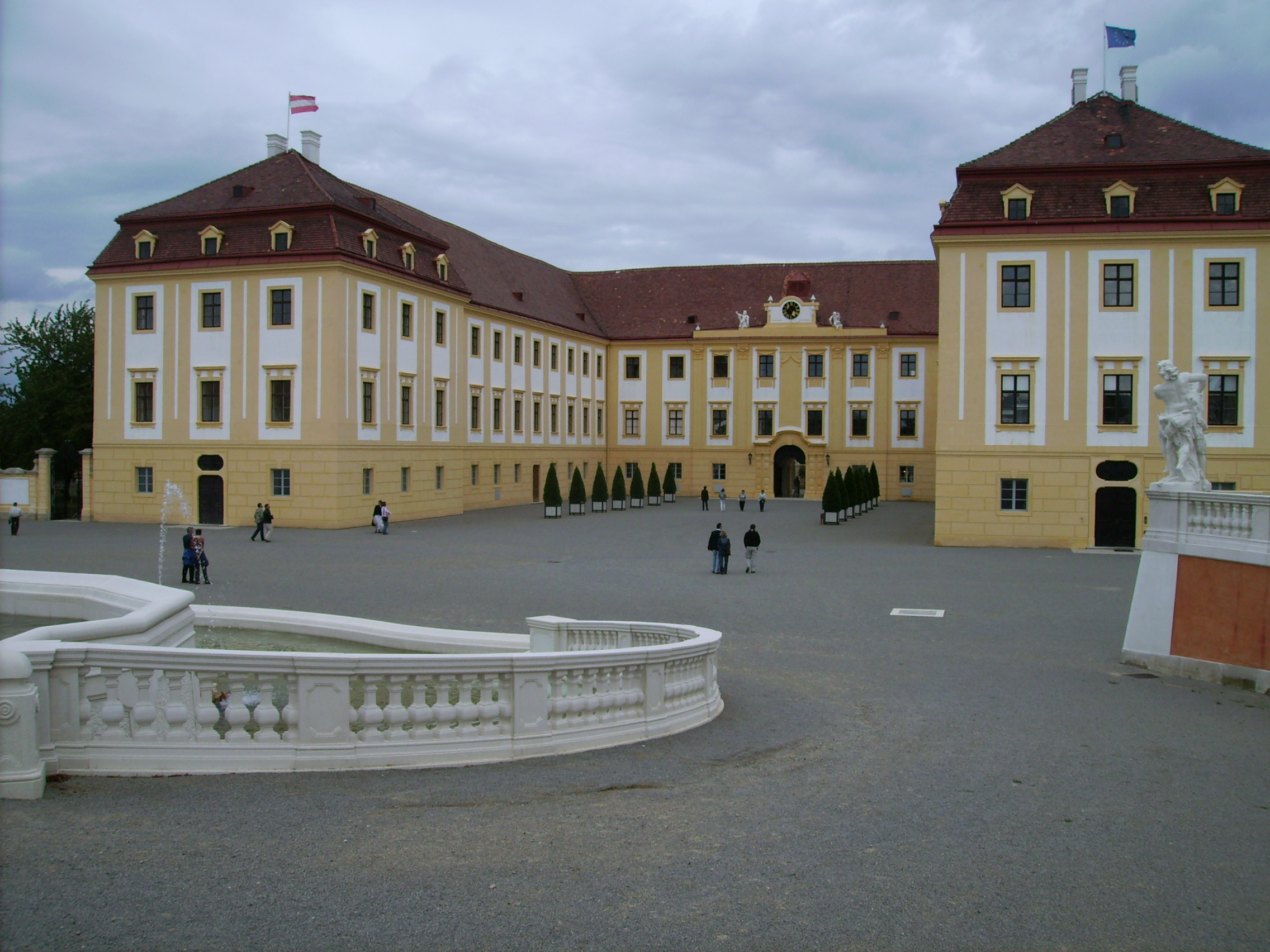